# Camuloduno
Camuloduno ou Camaloduno (em latim: Camulodunum) era a antiga capital dos catuvelaunos capturada pelo imperador Cláudio durante a conquista romana da Britânia (43) e que depois tornou-se a capital da província da Britânia, onde se situava o Templo de Cláudio. Ele foi totalmente destruído, junto com o resto da cidade, durante a Revolta de Boadiceia na Batalha de Camuloduno (60-61). Os romanos não se preocuparam em defender a cidade com muros, o que se mostrou fatal na defesa diante da revolta. Mesmo quando foi reconstruída, segundo Tácito, não foi totalmente rodeada de pedra.
Atualmente, pode-se encontrar vestígios romanos em Colchester, tendo a cidade este nome desde a Idade Média, em vez de Camuloduno (que supostamente era o nome céltico dela, referindo-se a divindade da guerra, Câmalo).
A cidade de Londínio foi igualmente destruída na revolta de Boadiceia, e se tornou capital da província devido ao fato de ser um ponto comercial mais privilegiado que Camuloduno. Atualmente podemos nos referir ao seu local como a  cidade de Londres.
Era chamada ainda de Colonia Claudia Victricensis.